# Амбер, Жан-Жак
Жан-Жак Амбер (фр. Jean-Jacques Ambert; 30 сентября 1765, Сен-Сере, Юг-Пиренеи — 20 ноября 1851, остров Бас-Тер, Малые Антильские острова) — французский дивизионный генерал, участник наполеоновских и революционных войн. Барон Франции (с 1815). Его имя высечено под Триумфальной аркой в Париже.

## Биография
Службу начал добровольцем в 1780 году во флоте. Служил на французском линейном корабле «Плутон», на борту которого участвовал в войне за независимость США. Участник боя при Мартинике (1780), захвата Тобаго и Чесапикского сражения (1781). Позже, под командованием адмирала Водрёя в 1782 г. сражался у островов Всех Святых. В следующем году Ж. Ж. Амбер вернулся во Францию.
В начале войны первой коалиции в чине подполковника был назначен командиром батальона добровольцев города Лот и перешёл в сухопутные войска. Благодаря умелому командованию, быстро продвинулся по службе. В 1792—1995 гг. служил в Мозельской армии. 22 сентября 1793 года был произведен в бригадные генералы. 12 ноября 1793 года он был возведен в ранг дивизионного генерала.
В 1793 г., командуя левым крылом армии Л. Гоша, был разбит австрийцами при Кайзерслаутерне, но удачно руководил осадой Люксембурга.
В 1795 году временно исполнял обязанности командующего Рейнско-мозельской армии, затем служил под началом Ш. Пишегрю. Участвовал в обороне Келя (1796—1797), завершившейся победой австрийцев.
В 1800 г. был послан на Корсику, а затем переведён в Итальянскую армию. В 1803 г. после заговора Ж. Кадудаля и связанного с ним Ш. Пишегрю утратил доверие первого консула Бонапарта и был отправлен в отставку.
Позже был назначен военным губернатором на Гваделупу. В 1808 году, когда остров был охвачен беспорядками, Ж. Ж. Амбер был снят с этого поста. Вернувшись во Францию, настоял на судебным разбирательстве. Военная судебная комиссия единогласно оправдала его в 1812 году. В этом же году он вновь был призван в армию и послан в экспедиционном корпусе на Гваделупу.
В 1813—1814 году принимал участие в боевых действиях во Франции и Голландии.
Во время Ста дней перешёл на сторону Наполеону, командовал 9-й дивизией и обеспечивал линию обороны вдоль Уркского канала, но в активных боевых действиях не участвовал.
Вскоре после этого ушёл из армии. В июне 1832 года окончательно вышел в отставку, в 1835 г. был избран Председателем колониального Совета на Гваделупе, эффективно боролся за ликвидацию рабства на острове.